# إيرول كينيدي
إيرول كينيدي (بالإنجليزية: Errol Kennedy)‏ هو موسيقي بريطاني، ولد في 9 يونيو 1953.

## روابط خارجية
- إيرول كينيدي على موقع IMDb (الإنجليزية)